# Lei Deixonne
A Lei Deixonne (em francês:  Loi Deixonne) foi a primeira lei francesa que autorizou o ensino das línguas regionais da França. Foi proclamada como «lei 51-46 sobre o ensino das línguas e dialetos locais» (loi 51-46 du 11 janvier 1951 relative à l'enseignement des langues et dialectes locaux) a 11 de janeiro de 1951, e vigorou até 1975. Foi uma primeira derrogação prudente ao uniformitarismo linguístico na França, porque até então apenas o uso do francês em qualquer órgão público ou educacional era autorizado.
Autorizava o ensino facultativo de certas línguas regionais durante uma hora por semana: o basco, bretão, catalão e occitano e organizava a formação e investigação universitária sobre as línguas regionais e a etnografia. Posteriormente, foram acrescentados dois decretos para autorizar o ensino do corso (decreto 74-33 de 16 de janeiro de 1974), taitiano (decreto 81-553 de 12 de maio de 1981) e das línguas melanésias (decreto 92-1162 de 20 de outubro de 1992) (ajië, drehu, nengone e paicî). Posteriormente, o decreto 70-650 de 10 de julho de 1970 permitiu levar em consideração as línguas regionais para a obtenção do bacharelato. A lei Deixonne foi nomeada pelo deputado Maurice Deixonne, que elaborou o relatório da comissão parlamentar da educação nacional e apresentou o projeto de lei. A lei Deixonne foi abolida e substituída pela lei Bas-Lauriol de 1975 e pela lei Toubon de 1994.